# The Red Shore
The Red Shore war eine Death-Metal- und Deathcore-Band aus Geelong, Australien, welche 2004 gegründet wurde und sich 2011 auflöste.

## Geschichte
Die Gruppe wurde 2004 in Geelong, Australien, gegründet mit Jamie Hope (E-Bass, Backgroundgesang, später Gesang), Damien Morris (Gesang), Richard Johnson (Schlagzeug) und Jason Leombruni (E-Gitarre) als Musiker.
2005 erschien mit The Beloved Prosecutor ein Demo. Ein Jahr später folgte auf diese die EP Salvaging What’s Left über Big Phat Adelaide Records und Modern Music. Am 19. Dezember 2007, während einer Australien-Konzertreise mit der US-amerikanischen Band All Shall Perish, geriet der Minivan der Band von der Straße ab. Bei diesem Unfall kamen der damalige Sänger Damien Morris, sowie der Fahrer und Merchandising-Verkäufer, Andy Milner, ums Leben.
Jamie Hope wechselte daraufhin den Posten innerhalb der Band und fungierte bis zu seinem Austritt im Jahr 2009 als Sänger. Am 10. November 2008 erschien das Debütalbum Unconsecrated über Siege of Amida Records, Rise Records und Stomp Entertainment. Im Mai 2009 folgte die Kompilation Lost Verses über Stomp Entertainment. Die Kompilation stieg auf Platz 91 in den heimischen Charts ein. Im November 2009 tourte die Band als Hauptsupport für The Acacia Strain durch Australien.
2010 brachte die Gruppe ihr zweites Album, The Avarice of Man, über Mediaskare Records, Roadrunner Records und Stomp Entertainment heraus. Es sollte das letzte Album der Band sein. Am 5. Oktober 2011 gaben die Musiker die Auflösung der Band bekannt. Die letzte Bandbesetzung bestand aus Chase Butler (Gesang), Jason Leombruni (E-Gitarre), Roman Koester (E-Gitarre), Jon Green (E-Bass, Backgroundgesang) und Tim Shearman (Schlagzeug).

## Stil
Blue? von ultimate-guitar.com schrieb in seiner Rezension zu Unconsecrated, dass der Gesang aus Growls und Screams besteht. Die E-Gitarren seien dissonant und der Bass sei teilweise hörbar. Das Album sei ein Konzeptalbum, das von einem Kampf auf der Erde zwischen den Mächten von Himmel und Hölle handele. Gelegentlich würden auch Einflüsse aus dem Technical Death Metal eingearbeitet werden. UG Team von derselben Website rezensierte das Album ebenfalls und merkte an, dass das Schlagzeug zu laut ist und die E-Gitarren zu verzerrt und klängen „fuzzig“. Jedes Lied beinhalte schnelle Gitarren-Riffs oder schnelles Palm Muting gepaart mit anspruchsvollem Schlagzeugspiel. Die Lieder Slain by the Serpent und Nephilim würden verstärkt Einflüsse aus dem Metalcore aufweisen. Zudem sei Nephilim instrumental und biete erstmals nach acht Liedern Zeit zum Durchatmen. Das Schlagzeug auf dem Album sei meist sehr schnell und mache Gebrauch von Doublebass. Die Rhythmen in den Liedern würden stark dem Death Metal ähneln. Die Lieder würden das Thema Tod und eine Reise durch die Apokalypse behandeln. Neben tiefen Growls und Shouts setze man auf hohe Screams, die an Dani Filth erinnern würden. Auf dem Album klinge die Gruppe wie eine bessere Version von Bring Me the Horizon. In den komplexen Liedern verarbeite die Band nicht nur Elemente aus dem Death Metal, sondern auch aus Mathcore und Doom Metal.
Auf hotdamnmiami.wordpress.com wird die Gruppe in der Rezension zu The Avarice of Man als Death-Metal- und Deathcore-Band bezeichnet, die ihre Einflüsse von Gruppen wie Devourment, Decapitated, etwas Behemoth und Hate Eternal bezieht. Auf dem Album verwende die Gruppe komplexes Gitarren-Shredding, wodurch die Musik durch den Einfluss aus dem Technical Death Metal erweitert werde. Das Schlagzeugspiel in den Liedern sei ebenfalls komplex und der Sänger setze auf tiefe Growls. Auf dem Album habe die Gruppe die Anzahl der Breakdowns reduziert.

## Diskografie

### Demos
- 2005: The Beloved Prosecutor

### EPs
- 2006: Salvaging What’s Left (Big Phat Adelaide Records, Modern Music)

### Alben
- 2008: Unconsecrated (Siege of Amida Records, Rise Records, Stomp Entertainment)
- 2010: The Avarice of Man (Mediaskare Records, Roadrunner Records, Stomp Entertainment)

### Kompilationen
- 2009: Lost Verses (Stomp Entertainment)